# Messe Nr. 1 (Bruckner)
Die Messe Nr. 1 in d-Moll für Soli, vierstimmigen gemischten Chor, Orchester und Orgel ist ein musikalisches Werk des österreichischen Komponisten Anton Bruckner (WAB 26). Er komponierte in seinem Leben mehrere Messen, von denen drei nummeriert werden: d-Moll (Nr. 1), e-Moll (Nr. 2) und f-Moll (Nr. 3).

## Entstehung
Nach einer achtjährigen Studienzeit in Komposition bei Simon Sechter und Otto Kitzler schrieb Bruckner zunächst einige kleinere Werke wie die Festkantate (1862) und Psalm 112 (1863). Im folgenden Jahr komponierte er seine erste große Messe, die Messe in d-Moll, die er am 29. September 1864 abschloss. Er komponierte diese erste Fassung unter dem Eindruck einer Aufführung von Wagners Tannhäuser. Die Uraufführung sollte eigentlich zum Geburtstag von Kaiser Franz Joseph I. am 18. August stattfinden, erfolgte aber aus Zeitgründen erst am 20. November des Jahres im Alten Dom zu Linz. Mit dieser Messe gelang Bruckner ein Durchbruch; die Aufführung war sowohl bei Kritikern als auch beim Publikum ein großer Erfolg. Eine lobende Rezension in der Linzer Zeitung beschrieb Bruckners Potenzial als symphonischer Komponist und stufte die d-Moll-Messe in die höchste Stufe der Kirchenmusik ein.
Vier Wochen später wurde die Messe im Rahmen eines geistlichen Konzerts im Linzer Redoutensaal erneut aufgeführt. Da Bruckner oft erleben musste, dass Orgeln zu tief gestimmt waren, und außerdem im Redoutensaal keine Orgel zur Verfügung stand, komponierte er eine Alternative mit Holzbläsern (Klarinette und Fagott) für das kurze Orgelintermezzo im Mittelteil des Credo (T. 100 – 110) (Handschrift Mus.Hs. 3170). Bruckners Manuskript (Mus.Hs. 19423) und die Orgelpartitur sind in der Österreichischen Nationalbibliothek archiviert.
Heute ist diese Messe eher selten zu hören; die f-Moll-Messe ist die beliebteste, und selbst die heikle e-Moll-Messe wird häufiger aufgeführt. Unter Kennern gilt sie als ein sehr originelles Werk, ist aber nicht so effektvoll wie die beiden anderen Messen. Bruckner hält sich – wie bei allen seinen Kirchenmusikwerken – immer an die liturgischen Erfordernisse. Keines seiner Werke ist zu lang für den Gottesdienst.
Anders als in der f-Moll-Messe muss die Intonation zum Gloria und Credo vom Priester, einem Solisten oder einer Schola gesungen werden, da Bruckner diese Textzeilen in katholischer Tradition nicht komponiert hat. Wenngleich Bruckners geistliche Musik von Anfang an auch in Konzerten aufgeführt wurde, war sie primär für den Gottesdienst bestimmt.

## Versionen und Ausgaben
Bruckner überarbeitete das Werk 1876 und erneut 1881–1882. Die (kleinen) Unterschiede zwischen den Versionen betreffen vor allem Anmerkungen zu Artikulation und Dynamik.
- Der Erstdruck – erst 1892 bei Johann Gross in Innsbruck erschienen – folgt genau der Handschrift. Es ist das letzte Chorwerk, das Bruckner noch in alten Schlüsseln schrieb. Die Partitur wurde auch so gedruckt; der Klavierauszug bekam aber bereits die modernen Schlüssel.
- Die Gesamtausgabe von Nowak hatte dieses Werk erst 1957 vorgelegt, da es als unverändert erkannt wurde, und bei dieser Gelegenheit auch die Schlüssel an heutige Gegebenheiten angepasst. Die Philharmonia Taschenpartitur erschien aber bereits 1924.

## Aufbau und Besetzung
Das Werk ist besetzt mit Solisten, einem gemischten Chor, Orchester (2 Flöten, 2 Oboen, 2 Klarinetten in B, 2 Fagotte, 2 Hörner in F, 2 Trompeten in F, Alt, Tenor und Bass Posaunen, Pauken und Streicher) und Orgel.
Die Messe in wie üblich in sechs Teile gegliedert:
1. Kyrie – Alla breve (eher langsam)
2. Gloria – Allegro
3. Credo – Moderato
4. Sanctus – Maestoso
5. Benedictus – Moderato
6. Agnus Dei – Andante quasi Allegretto

Gesamtdauer: ca. 50 Minuten

Im Vergleich zur vorangegangenen "Missa solemnis" ist das Werk reifer konzipiert mit "Crescendos", die für Bruckners spätere Sinfonien charakteristisch sind.
 Wagner's influence is evident as the orchestra plays a major role setting the stage, developing material and intensifying the drama. … [A] passage by way of illustrating [it] … might be the death and resurrection section of the Credo … The plaintive a cappella setting of 'passus et sepultus est' … is reflected in pianissimo woodwind (or organ) and brass chorales before the strings propel a tremendous crescendo to a triumphant re-entry of the chorus at 'Et resurrexit'.
(Übersetzung) Wagners Einfluss ist offensichtlich, da das Orchester eine wichtige Rolle bei der Gestaltung der Bühne, der Entwicklung des Stoffes und der Intensivierung des Dramas spielt. ... [Eine] Passage zur Veranschaulichung ... könnte der Abschnitt über Tod und Auferstehung des "Credo" sein ... Die klagende a cappella Vertonung von 'passus et sepultus est' ... spiegelt sich in pianissimo Holzbläsern (oder Orgel) und Blechblasinstrument Choralen wider, bevor die Streicher ein gewaltiges Crescendo zu einem triumphalen Wiedereintritt des Chors bei 'Et resurrexit' treiben.
Es besteht jedoch eine Kontinuität zu früheren Arbeiten. Einige Passagen, wie das Qui tollis des Gloria, der zentrale Teil des Credo, und die Frömmigkeit des Wortes "Jesu Christe", die Feierlichkeit von "cum gloria" und die Furcht vor dem Wort mortuorum, wurden bereits in der Missa solemnis vorweggenommen. Darüber hinaus wurde das pianissimo in den ersten Takten des "Kyrie" auch in den ersten Takten von Psalm 146 Gegenwart. Das Qui cum Patre et Filio im Credo zitiert das vorstehende Afferentur regi.
Der Aufbau, der bereits im Psalm 112 vorlag, ist auch in der Messe deutlich: Wiederholung des Anfangsthemas des Credo in Et in spiritum und des Deum de Deo in Et expecto; Wiederholung des Osanna im Sanctus am Ende des Benedictus, eine aufsteigenden Tonleiter im Kyrie, die sich im Et vitam venturi wiederholt, und ein Fugenthema im Gloria, das im Dona nobis pacem wiederkehrt.
Bruckner verwendete die aufsteigende Tonleiter (eine Reminiszenz an das Qua resurget ex favilla homo reus aus Mozarts Requiem), als Himmelstreppe im Adagio mehrerer Sinfonien und in seinem Te Deum.

Bruckner verwendete ein Zitat des Miserere nobis aus dem Gloria im Übergang zur Durchführung im ersten Satz seiner Dritten Sinfonie. Am Ende seines Lebens zitierte er es erneut als eine Art Bittgebet vor dem Höhepunkt im Adagio seiner Neunten Sinfonie. Wie Nowak schrieb 
Der vielleicht beste Hinweis auf die hohe Wertschätzung, die Bruckner dieser Messe entgegenbrachte, ist seine Verwendung des miserere-Motivs aus dem Gloria im Adagio der Neunten Symphonie. Für seinen Abschied vom Leben selbst fiel ihm keine passendere Musik ein als die demütig flehenden Sechs-Vier-Akkord-Sequenzen seiner Zeit in Linz.

## Diskografie (Auswahl)
Die Diskografie der Messe Nr. 1 ist weniger umfangreich als die der folgenden: Messen Nr. 2 und Nr. 3.
Abgesehen von einer Teilaufnahme (nur Gloria), die von Pius Kalt um 1925 aufgeführt wurde, wurde die erste Aufnahme 1954 von F. Charles Adler für sein SPA-Label aufgenommen und im folgenden Jahr veröffentlicht. In dieser Aufnahme, die die Grosssche Erstausgabe verwendete, wird das Miserere nobis aus dem Gloria vom Basssolisten und nicht vom Chor gesungen. Das Intermezzo des "Credo" wird von den Holzblasinstrumenten gespielt.
Etwa zwanzig Jahre später, 1972, nahm Eugen Jochum die Messe auf LP (DG 2530 314) auf. Es wurde in einer LP-Box zusammen mit den beiden anderen Messen Psalm 150 und mehrere Motetten. Die Box wurde später auf CD übertragen. Laut Hans Roelofs bleibt diese Aufnahme mit Orgelintermezzo im Credo die Referenz.
Unter den etwa fünfzehn anderen Aufnahmen, von denen ein Drittel nicht auf den kommerziellen Markt gebracht wurde, die Aufnahmen von Matthew Best und Froschauer mit Orgel-Intermezzo sowie die Aufnahmen von Gardiner, Matt und Ortner mit Holzbläser-Intermezzo sind laut Roelofs gute Aufführungen.
Friebergers Live-Performance, aufgenommen auf der Empore des Alten Doms von Linz während des Brucknerfestes 2008, vermittelt dem Zuhörer einen Hauch von Authentizität. Wie Roelofs schreibt: "Das Ambiente der Uraufführung wird hier geboten. ... Eine lebendige und transparente Interpretation. Die Musik bekommt hier durch die historische Spielweise eine ungeheure erschütternde Kraft, und der Unterschied zu Aufnahmen mit den 'glatt polierten' modernen Instrumenten ist frappierend."
In den letzten Jahren gibt es vermehrt Aufführungen der d-Moll-Messe von z. B. Mattias Giesen in der Basilika St. Florian (13. August 2018), Gerd Schaller im Rahmen des Ebracher Musiksommers 2019, Franz Welser-Möst beim Jubiläumskonzert 950 Jahre St. Florian Sängerknaben (11. Juni 2021), und Markus Landerer am Pfingstsonntag im Wiener Stephansdom (28. Mai 2023). In Gerd Schallers Aufführung wird das "Miserere nobis" aus dem Gloria, wie von Adler, vom Basssolisten gesungen. Nur Giesens Aufführung is bisher kommerziell veröffentlicht.

### Aufnahmen mit Orgelintermezzo
- Eugen Jochum, Chor und Sinfonieorchester des Bayerischen Rundfunks, Elmar Schloter (Orgel). LP: DG 2530 314, 1972 – CD: DG 423 127-2 (box of 4 CDs)
- Matthew Best, Corydon Singers & Orchestra, James O’Donnell (Orgel). CD: Hyperion CDA66650, 1993 (mit dem Te Deum)
- Rupert Gottfried Frieberger, Hard-Chor Linz, Ars Antiqua Austria. CD: Fabian Records CD 5116, 2008
- Helmuth Froschauer, WDR Rundfunkchor und Rundfunkorchester, Köln. CD: Crystal Classics N 67 085, 2010
- Matthias Giesen, Singakademie St Florian Chorus, Altomonte Orchestra St Florian - Brucknertage Music Festival 2018, 13. August 2018  – auf CD Symphonic Choral Masterworks of Anton Bruckner, Bruckner Society BSA-006

### Aufnahmen mit Holzbläser-Intermezzo
- F. Charles Adler, Chor des Wiener Rundfunks und der Wiener Symphoniker, LP: SPA 72, Lumen AMS 7, 1954 (Johann Gross Edition).
Diese historische Aufnahme wurde auf CD remastert: CRQ Editions CRQ CD 44, 2012.[12]
- John Eliot Gardiner, live mit dem Monteverdi Choir und den Wiener Philharmonikern. CD: GD 459 674-2, 1996.
- Erwin Ortner, live mit der Internationalen Chorakademie Krems '96 und dem Niederösterreichischen Kammerorchester. CD: da capo 68.24830, 1996
- Nicol Matt, Chamber Choir of Europe und Württembergische Philharmonie Reutlingen. CD: Brilliant SACD 92212, 2003.